# Diplectrona colorata
Diplectrona colorata är en nattsländeart som beskrevs av Wolfram Mey 1990. Diplectrona colorata ingår i släktet Diplectrona och familjen ryssjenattsländor. Inga underarter finns listade i Catalogue of Life.